# Век
Век, или столе́тие, — внесистемная единица измерения времени, равная 100 годам. Десять веков составляют тысячелетие.
В Российской Федерации единица век допущена для использования наряду с единицами времени Международной системы единиц (СИ). Её наименование и обозначение с дольными и кратными приставками СИ не применяются.
В более узком смысле веком называют не вообще столетний интервал времени, а конкретный, номерной отрезок, повторяющийся каждые 100 лет, исходная точка зависит от используемого календаря (способа летосчисления).

## В григорианском календаре
Согласно григорианскому календарю, I век н. э. начался 1 января 1 года и закончился 31 декабря 100 года. II век начался в 101 году, III век — в 201 и т. д. Последний год века начинается с номера этого века (например, 2000 год — последний год XX века). Поэтому, если основываться на летосчислении по григорианскому календарю, неверно распространённое утверждение о том, что XXI век и 3-е тысячелетие начались 1 января 2000 года; на самом деле это произошло 1 января 2001 года. Кроме того, в этой системе нет «нулевого века»: после I века до н. э. начался I век н. э.
| 200                      | 199                      | ...                      | 102                      | 101                      | 100                      | 99                       | ...                      | 2                        | 1                        | 1                     | 2                     | ...                   | 99                    | 100                   | 101                   | 102                   | ...                   | 199                   | 200                   |
| II век до н. э.          | II век до н. э.          | II век до н. э.          | II век до н. э.          | II век до н. э.          | I век до н. э.           | I век до н. э.           | I век до н. э.           | I век до н. э.           | I век до н. э.           | I век н. э.           | I век н. э.           | I век н. э.           | I век н. э.           | I век н. э.           | II век н. э.          | II век н. э.          | II век н. э.          | II век н. э.          | II век н. э.          |
| 1-е тысячелетие до н. э. | 1-е тысячелетие до н. э. | 1-е тысячелетие до н. э. | 1-е тысячелетие до н. э. | 1-е тысячелетие до н. э. | 1-е тысячелетие до н. э. | 1-е тысячелетие до н. э. | 1-е тысячелетие до н. э. | 1-е тысячелетие до н. э. | 1-е тысячелетие до н. э. | 1-е тысячелетие н. э. | 1-е тысячелетие н. э. | 1-е тысячелетие н. э. | 1-е тысячелетие н. э. | 1-е тысячелетие н. э. | 1-е тысячелетие н. э. | 1-е тысячелетие н. э. | 1-е тысячелетие н. э. | 1-е тысячелетие н. э. | 1-е тысячелетие н. э. |

## Запись
В русском языке (а также в венгерском, испанском, итальянском, каталанском, польском, португальском, румынском и французском) номера веков записываются римскими цифрами; некоторые учёные в англоязычных странах переняли этот способ записи. Но некоторые русскоязычные энциклопедии (например, Большая советская энциклопедия, Большая российская энциклопедия) для экономии места и упрощения восприятия записывают века арабскими цифрами.